# ثريا آغا أوغلي
ثريا آغا أوغلي (بالتركية: Süreyya Ağaoğlu)‏(1903، شوشة - 29 ديسمبر 1989، إسطنبول)، محامية وكاتبة تركية. من أول المدافعين عن حقوق المرأة وأول محامية في تركيا. وهي ابنة السياسي والمُفكر الشهير أحمد آغا أوغلي وأخت السياسي والكاتب صمد آغا أوغلي.

## حياتها
وُلدت في مدينة شوشة في أذربيجان. والدها السياسي والكاتب والمُفكر الشهير أحمد آغا أوغلي، ووالدتها ستارة خانم. كانت ثريا الابنة الكبرى من أصل خمسة أولاد، فهي أخت المعلمة والوكيلة تزر طاشكيران والمهندس ورجل الأعمال عبد الرحمن آغا أوغلي، والسياسي والأديب والمحامي صمد آغا أوغلي، وللطبيبة كُلتكين آغا أوغلي.
هاجرت مع عائلتها إلى إسطنبول سنة 1910. وبسبب أيديولوجية ومناصب والدها قضت طفولتها وشبابها بين المثقفين الداعين إلى الوحدة التركية والأصدقاءالمقربين لمصطفى كمال باشا.
بعد تخرجها من مدرسة البنات في إسطنبول عام 1920، التحقت بالجامعة سنة 1921 لتدرس الحقوق، ولعبت دور القيادة في التحاق الطالبات بكلية الحقوق باعتباها الطالبة الأولى التي التحقت بالكلية، واصطحبت صديقاتها (ملاحت وبديعة خانم) معها إلى الكلية المذكورة. عملت ثريا خانم في دائرة تنظيمات مجلس الشورى في أنقرة بعد تخرجها سنة 1925، وتسجلت في نقابة المحامين في أنقرة سنة 1927، وحصلت على رخصة ممارسة المحاماة الحرة سنة 1928 لتُصبح أولى المحاميات التركيات، وداومت على مهنة المحاماة طوال حياتها. انتقلت من نقابة المُحامين في أنقرة لنقابة المُحامين في إسطنبول سنة 1936.
مثلت ثريا آغا أوغلي التي أتقنت الإنجليزية والفرنسية تركيا عدة مرات على مدى حياتها المهنية في المؤتمرات الدولية. وأسفرت مبادراتها في 1946 أن أصبح اتحاد نقابة محامي إسطنبول جُزءًا من نقابات المحامين الدولية، وظلت في الفترة من سنة 1946 حتى سنة 1960 المرأة الوحيدة بين أعضاء مجلس إدارة الاتحاد. أصبحت عضوًا في اتحادالمحاميات الدولي سنة 1952، وفي سنة 1960 اُنتخبت ممثلة عن اتحاد المحاميات التابعة لمنظمة «جينفره» للأمم المتحدة وأصبحت أيضا الرئيسة الثانية لاتحاد المحاميات من عام 1980 حتى 1982. وتولت عقب ثورة 1960 الدفاع عن أخيها صمد آغا أوغلي الذي حوكم في محاكم يسيدا.
أقدمت على الحياة السياسية في داخل حزب تركيا الجديد الذي أُنشأ في تلك الفترة تحت قيادة أكرم علي جان، وأصبحت رئيس الحزب الأقليمى في إسطنبول. شاركت في تأسيس منظمات المجتمع المدني الهامة، وترأست جمعيات عديدة من عام 1996 حتى 2000 وهي: جمعية أصدقاء الأطفال التي أسستها بنفسها سنة 1948، والجمعية التركية للجامعات الأمريكية، ونادي أخوات المحبة في إسطنبول، وجمعية نشر الأفكار الحرة، وجمعية السيدات الجامعيات، وعلى رأس كل هذا جمعية المحاميات التركيات. كتبت العديد من المقالات القانونية.
تزوجت ثريا خانم بالمحامي الألماني «فيرنر تاسشينبركر» في أوائل خمسينيات القرن العشرين، وتطلقا سنة 960، دون أن يُرزقا بأولاد. سقطت أثناء مغادرتها منتدى حول حقوق المرأة والتحديث الذي كانت قد شاركت فيه في 29 ديسمبر 1989، وفقدت حياتها نتيجة نزيف في المخ. يوجد في مكتبةأعمال المرأة في إسطنبول أرشيف خاص لها يتكون من وثائق ومستندات كاصور عائلتها ومقالاتِها وقصاصات الصحف.